# Camacha (Madeira)
Ez a cikk a Madeira szigetén található településről szó. Azonos nevű falu van egyebek közt az ugyancsak a Madeira-szigetekhez tartozó Porto Santo szigetén is.

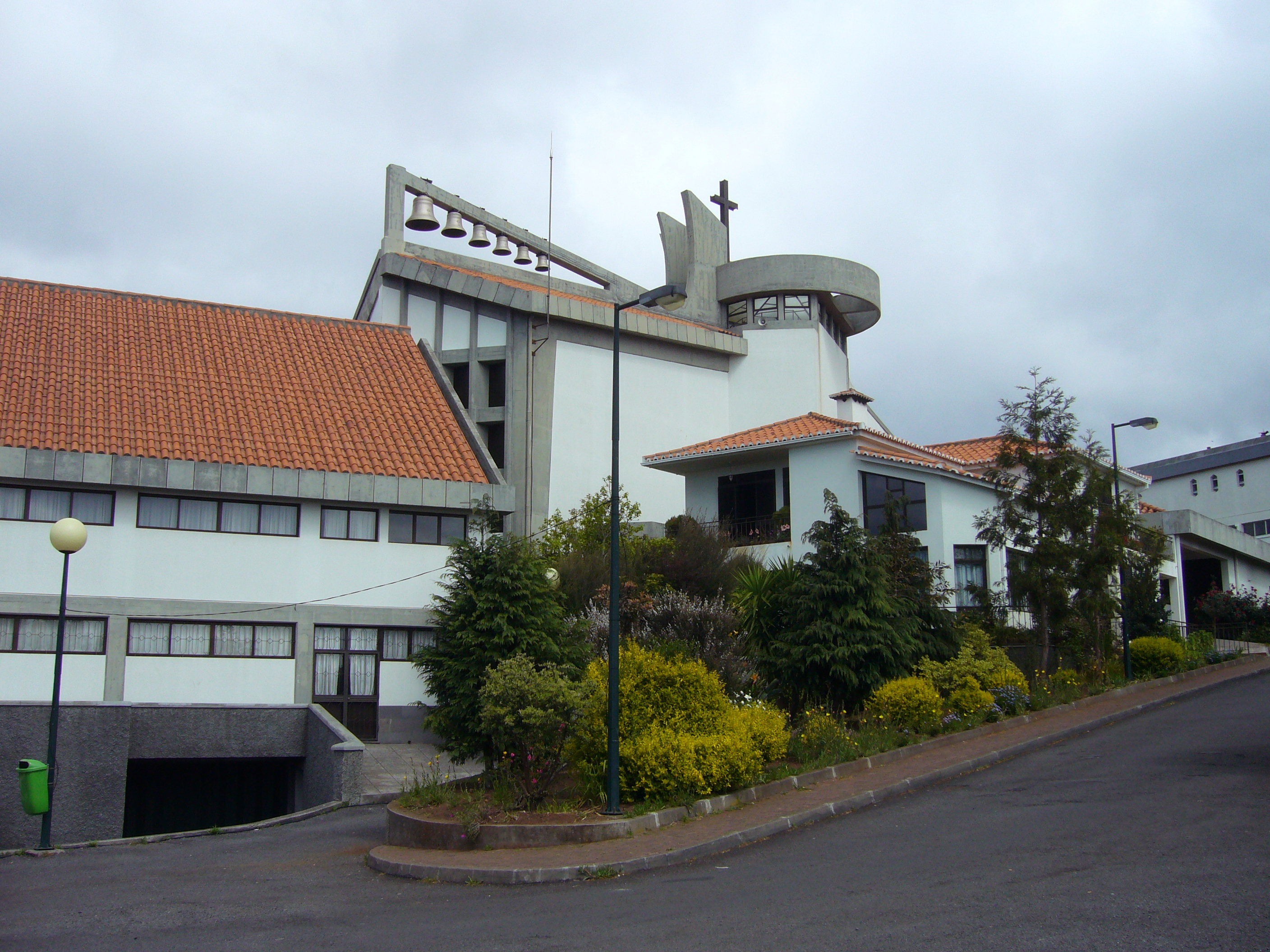
Az új templom

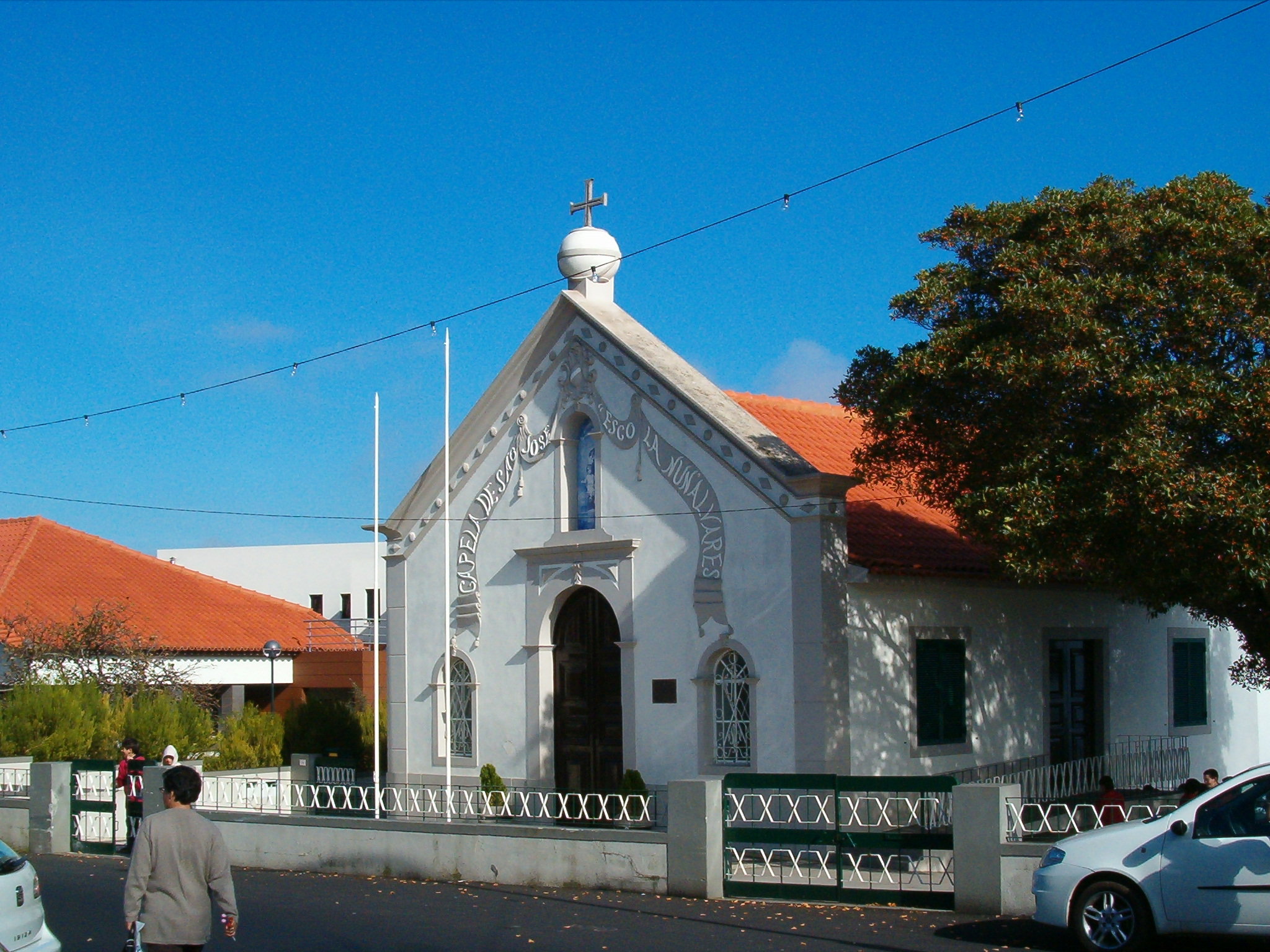
A Szent József kápolna

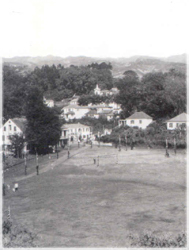
Largo da Achada – az első portugáliai futballmérkőzés színhelye (a 19. század végén)

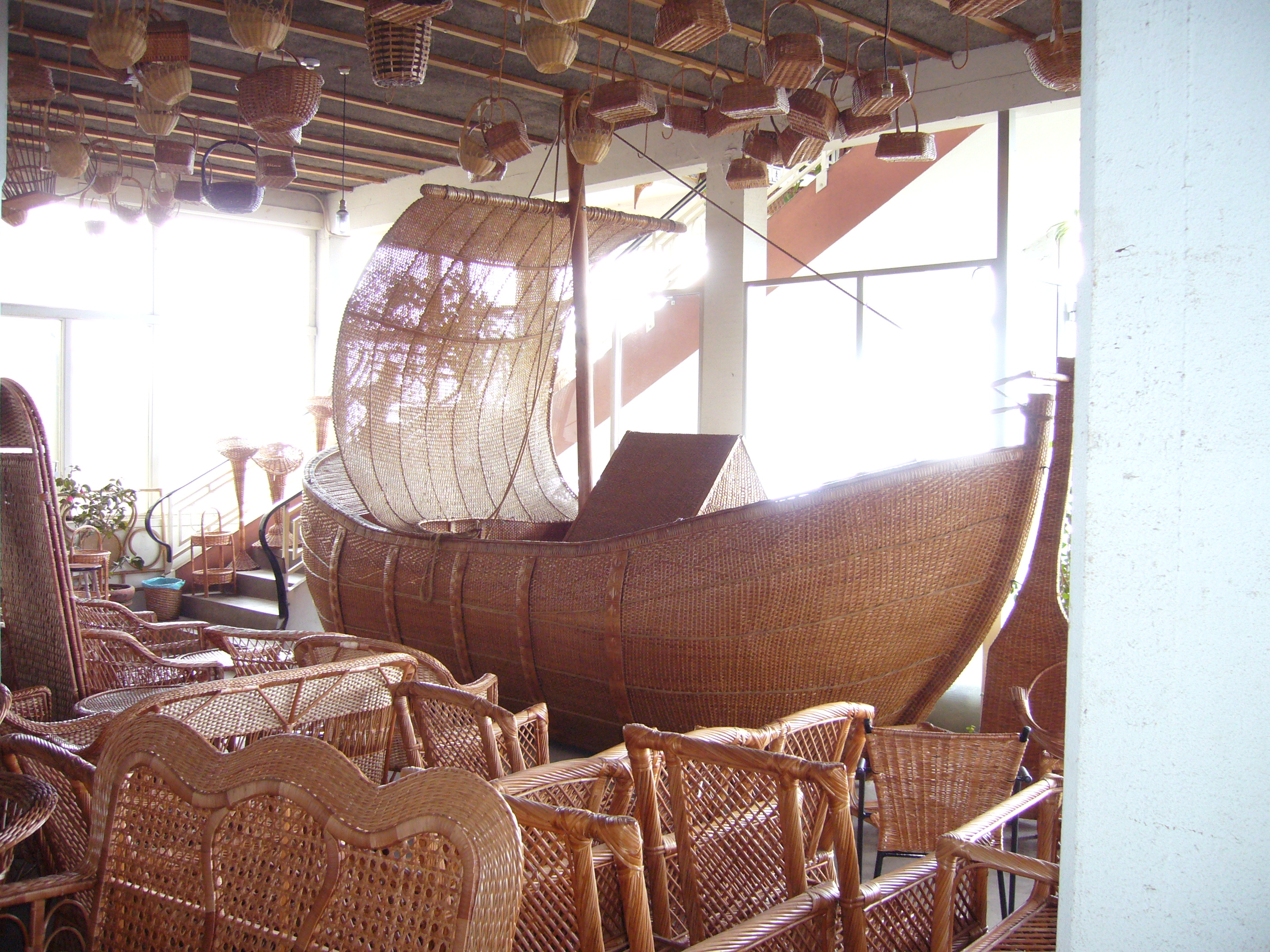
Fonott bútorok és a Santa Maria

A Madeira szigetén található, mintegy 6500 lakosú Camacha egy lapos hegyhátra épült csaknem 700 m magasan, a sziget fővárosától, Funchaltól mintegy 10 km-nyire, a sziget Santa Cruz járásában.

## Gazdaság
A falu alapvetően mezőgazdasági jellegű, ennek megfelelően a környező hegy- és domboldalakat teraszosan művelik. Jellemző gyümölcs az alma; ebből készítik a helyi specialitásnak számító pezsgő almabort (cidra).
Itt van a madeirai kosárfonó kézműipar központja; ennek megfelelően gyakoriak a gömb alakra nyírt, vesszők nevelésére tartott fűzfák is. A nyomott mezőgazdasági árak miatt a fűzfavessző termelése is kevéssé jövedelmező; a felhasznált vesszők mind nagyobb részét importálják (főleg Chiléből.

## Kosárfonó kézműipar

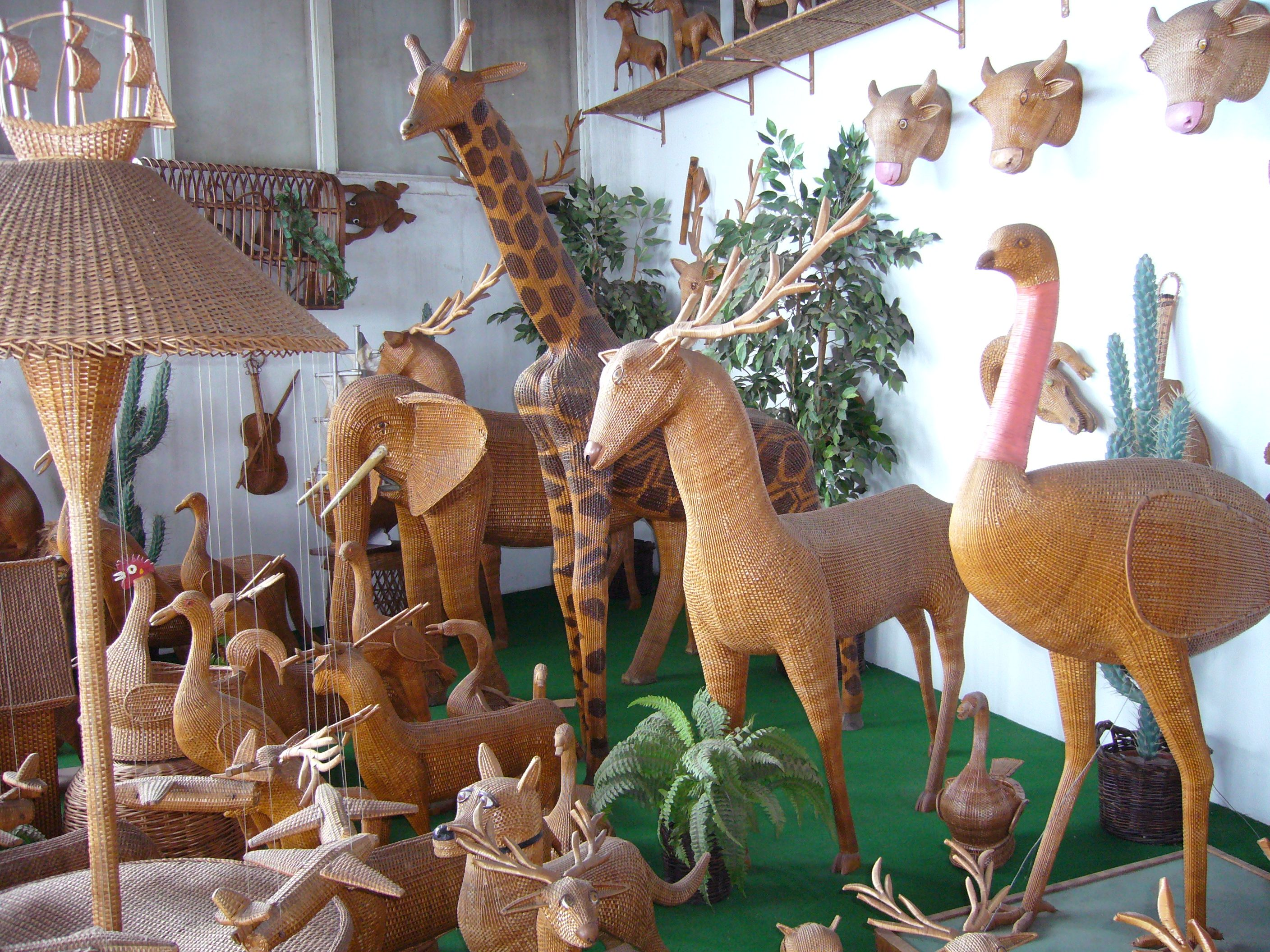
Fonott állatok és berendezési tárgyak

A lakosság mintegy harmada kosárfonásból él. A kosárfonókat a rekettye, sás jelentésű vimes szóból képezve vimeiróknak nevezik. A kosárfonást a szigeten letelepült angolok „futtatták fel” a 19. században: ők vették rá a helybélieket, hogy ne csak kosarakat készítsenek a vesszőkből, hanem bútorokat is, mivel a fonott bútornak az idő tájt nagy divatja volt Angliában. A fűzvesszőkből font berendezési tárgyak hamarosan keresett exportcikké váltak, és az olcsó ázsiai konkurencia megjelenéséig jó keresetet biztosítottak a kosárfonóknak.
Tavasszal a fűzfavesszőket:
- levágják,
- vaskondérokban felfőzik (hogy a kérgük fellazuljon), majd
- hetekig áztatják;

eközben a vesszők fehérről vörösbarnára sötétednek.
Ezután a vesszőket
- hántolják (manapság már főleg gépekkel),
- méret szerint válogatják, majd
- nyalábokba kötve szárítják, amíg fonásra éretté nem szikkadnak.

## Látnivalók, nevezetességek
- Café Relógio – a házat a 19. században egy gazdag angol család építtette nyárilaknak. Óratornya a londoni Big Bent utánozza. Az épületben kosárfonó múzeumot és -árudát rendeztek be. A pinceszinten működő kosárfonó műhely is megtekinthető.

A múzeumban kiállított különleges fonatok a szakma múltját idézik: az ezekhez szükséges szakmai fogások többé-kevésbé feledésbe merültek. A különféle állatokat, hajókat stb. nem a fűzfa, hanem az annál lényegesen finomabb , de munkaigényesebb rekettye vesszőiből fonták.
- Sporttörténet: A kosárfonó múzeum előtti téren emléktábla emlékeztet arra, hogy itt játszották le (1875-ben) Portugália földjén az első futballmérkőzést: egy itt nyaralgató angol úriember hozott magával egy labdát a szigetországból, és tanította meg a szabályokra a helybéli fiatalokat.